# Clarapolder
De Clarapolder is een polder ten zuidoosten van IJzendijke, behorende tot de Eiland- en Brandkreekpolders.
De Clarapolder werd ingedijkt in 1614. Dit was toen Spaans gebied. Ze werd vernoemd naar landvoogdes Isabella Clara Eugenia. Toen in 1622 een hernieuwde militaire inundatie plaatsvond werden ook van deze polder de dijken doorgestoken. Aanvraag tot herdijking in 1623 mocht niet baten. Pas in 1648, na de Vrede van Münster, werd door de Staten-Generaal toestemming verleend en in 1650 vond herdijking plaats van een kleiner gebied, omdat het gebied in het noorden van de oorspronkelijke polder niet bedijkt werd. In 1664 werd langs de toen vastgestelde staatsgrens de Vrije Dijk aangelegd om de op Spaans gebied liggende polders te vrijwaren van eventuele inundaties. Deze Vrije Dijk vormt tegenwoordig de Belgisch-Nederlandse grens.
De polder werd nogmaals geïnundeerd van 1788-1792, ditmaal om de Franse troepen tegen te houden. Vervolgens bezweek tijdens de stormvloed van 1808 een spuisluis. Uiteindelijk werd de polder, in verband met de Belgische Opstand, nogmaals geïnundeerd in 1831.
De Clarapolder is tegenwoordig nog 546 ha groot. Aan de rand van de polder liggen de buurtschappen Mollekot, Maagd van Gent en Pyramide.
De polder wordt begrensd door de Schorredijk, de Mollekotweg, de Vrije Dijk, de Barbarapolder, de Maagd van Gent, de Clarapolderweg, de Isabellaweg en Pyramide. De door de polder lopende Patientieweg verwijst naar een vroegere redoute.